# Qalb Lozeh
Pour les articles homonymes, voir Qalb.

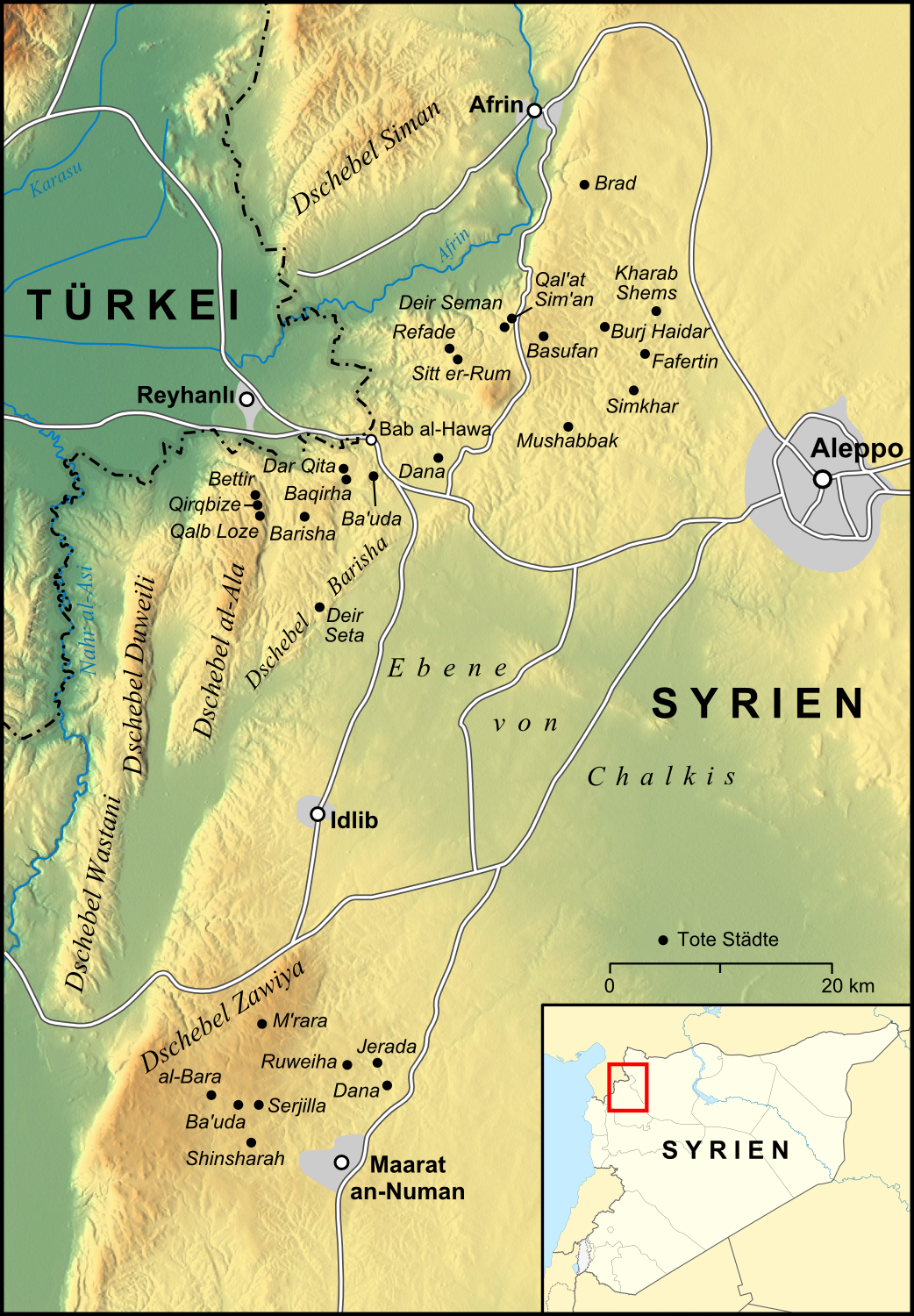
Localisation.

Qalb Lozeh, ou Qalb Lauzeh, « cœur d'amande », arabe : قلب لوزة (qalb lawza), est un village agricole du nord-ouest de la Syrie, à une cinquantaine de kilomètres à l'ouest d'Alep, non loin de la frontière avec la Turquie, et au nord du djebel al-Ala, à 670 m d'altitude. Il dépend administrativement du gouvernorat d'Idleb.

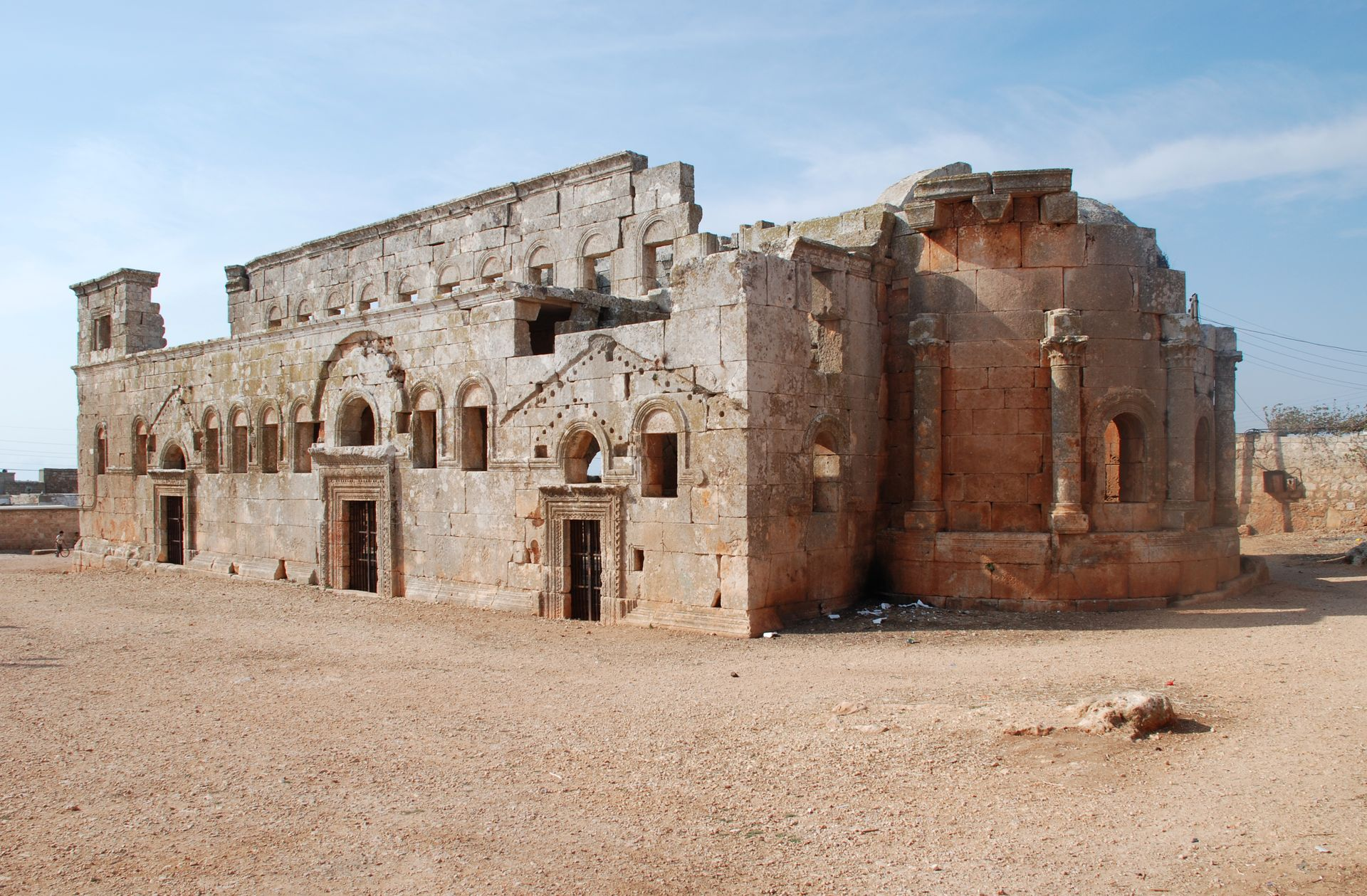
La basilique, vue du sud-est, avec l'abside saillante, rythmée par des colonnes superposées (celles du haut ont disparu).

La basilique du village, remontant à l'époque byzantine, est un des plus célèbres édifices religieux de Syrie. C'est à ce titre que le hameau fait partie des villages antiques du Nord de la Syrie (connus aussi sous le nom de « villes mortes ») qui ont été inscrits en 2011 sur la Liste du patrimoine mondial de l'UNESCO. La qualité de sa facture tant dans l'organisation des volumes que dans la décoration, ainsi que les innovations qu'il apporte, font de ce bâtiment un exemple d'architecture chrétienne byzantin de Syrie parvenu à sa perfection, et un édifice qui annonce certaines des solutions qui seront mises en œuvre en Europe dans l'architecture romane et gothique.

## Le village: éléments d'histoire
Situé sur une crête du djebel al-Ala,, Qalb Lozeh fait partie d'un groupe de villages druzes disséminés dans cette région, qui ont traversé le temps depuis le xe siècle.
Au début du xxe siècle, le village ne comptait qu'environ 200 habitants, contre 1300 environ au début des années 2000, majoritairement des Druzes.
Aujourd'hui, le village antique a complètement disparu, recouvert par le village moderne, à l'exception de quelques pans de mur. Le site de l'église antique se trouve au cœur du village actuel, au milieu des habitations modernes. Les habitants vivent de la culture d'oliviers et de plants de tabac.

### Guerre civile (2011-...)
En 2014, la région a passé sous le contrôle des forces rebelles djihadistes. Mais le village, par la voix de ses anciens, demeure relativement neutre, ne prenant pas partie pour la rébellion. Toutefois les rebelles djihadistes du front al-Nosra (affiliés à al-Qaïda) massacrent une vingtaine d'habitants du village, le 10 juin 2015,.

## La basilique: généralités
Le village de Qalb Lozeh servait d'étape aux pèlerins se rendant au nord sur le mont Siméon. Ils se rendaient à l'endroit où avait vécu Siméon le Stylite et autour duquel on avait bâti un monastère qui lui était dédié, pour se recueillir autour de la colonne au sommet de laquelle Siméon avait vécu pas moins de vingt-deux ans.

### Découverte, datation, importance
L'église du village a été (re)découverte en 1862 par l'archéologue français Melchior de Vogüé. Elle a ensuite été étudiée par l'Américain Howard Crosby Butler, à la fin du XIXe siècle, à l'occasion d'une expédition organisée par l'université de Princeton. En 1935, Georges Tchalenko conduit des travaux de déblaiement et de consolidation. Elle nous est parvenue en bon état de conservation, à l'exception d'une partie de la façade occidentale (probablement à la suite d'une secousse sismique) et du mur nord (cf. la photo de l'infobox) qui a partiellement disparu, ayant été démonté par des villageois.

### Situation et fonction
Les dimensions de la basilique, sa position dominante, à l'écart des maisons du village, entourée et isolée par une grande enceinte: autant d'éléments qui laissent à penser qu'il ne s'agit pas d'une simple église paroissiale construite pour le village, mais sans doute d'une église de pèlerinage, autour duquel une localité s'est développée. Autre signe de cette fonction : la possibilité d'accéder à la terrasse qui surmontait chacun des deux collatéraux et de suivre les services religieux à travers les fenêtres de la claire-voie. C'est là un signe d'une affluence de fidèles, comme c'est en général le cas dans un lieu de pèlerinage.

### Datation
Cette petite basilique, qui s'inscrit dans ce qu'on appelle l'architecture paléochrétienne, remonte selon Georges Tchalenko au milieu du Ve siècle,, et serait antérieure (peut-être de dix à vingt ans) au martyrium de Saint Siméon stylite. Ainsi, elle anticipe les expérimentations mises en œuvre dans cette église, en même temps qu'elle reçoit une décoration aussi soignée et raffinée que celle de Saint-Siméon. Elle représente, en somme, le plein développement d'un style syrien dérivé des modèles byzantins, et elle anticipe sur plusieurs traits que l'on retrouvera plus tard dans l'architecture romane.

## Architecture et décors

### Description du bâtiment
Il s'agit d'un bâtiment orienté, à trois nefs (une nef centrale et deux bas-côtés) qui mesure environ 38 mètres de longueur et 18 de largeur. On y accède par cinq portes: deux au Nord, deux au Sud et une à l'Ouest,. Celle-ci est précédée par un porche (ou narthex) monumental, flanqué de deux tours qui se trouvent dans le prolongement des collatéraux,. Ces tours étaient reliées en façade par un grand arc en plein cintre (dont il ne reste que le départ sur la tour de gauche),. Elles sont percées sur trois étages de baies géminées rectangulaires et comportent chacune un escalier (aujourd'hui disparu) qui accède à la terrasse qui se trouvait au-dessus du porche (entre les tours), ainsi qu'à celle qui couvre les collatéraux,.
L'intérieur est donc divisé en trois nefs, et il est vivement éclairé par des fenêtres rectangulaires dans les collatéraux et dans les claires-voies de la nef principale qui laissent la lumière pénétrer à flot. Les fenêtres des claires-voies alternent avec des colonnettes. La nef principale était couverte d'une charpente, tandis que les bas-côtés étaient recouverts de dalles de pierre, sans toiture — ce qui explique que les fidèles pouvaient marcher sur ces espaces. Elle comportait en son milieu un bêma en forme de fer à cheval, mais il a été supprimé et il ne reste plus que les traces du contour de la plate-forme dans les dalles. Ce dispositif, propre à la Syrie, comprenait en général un trône, un banc et souvent un ciborium.

### Nouveautés architecturales

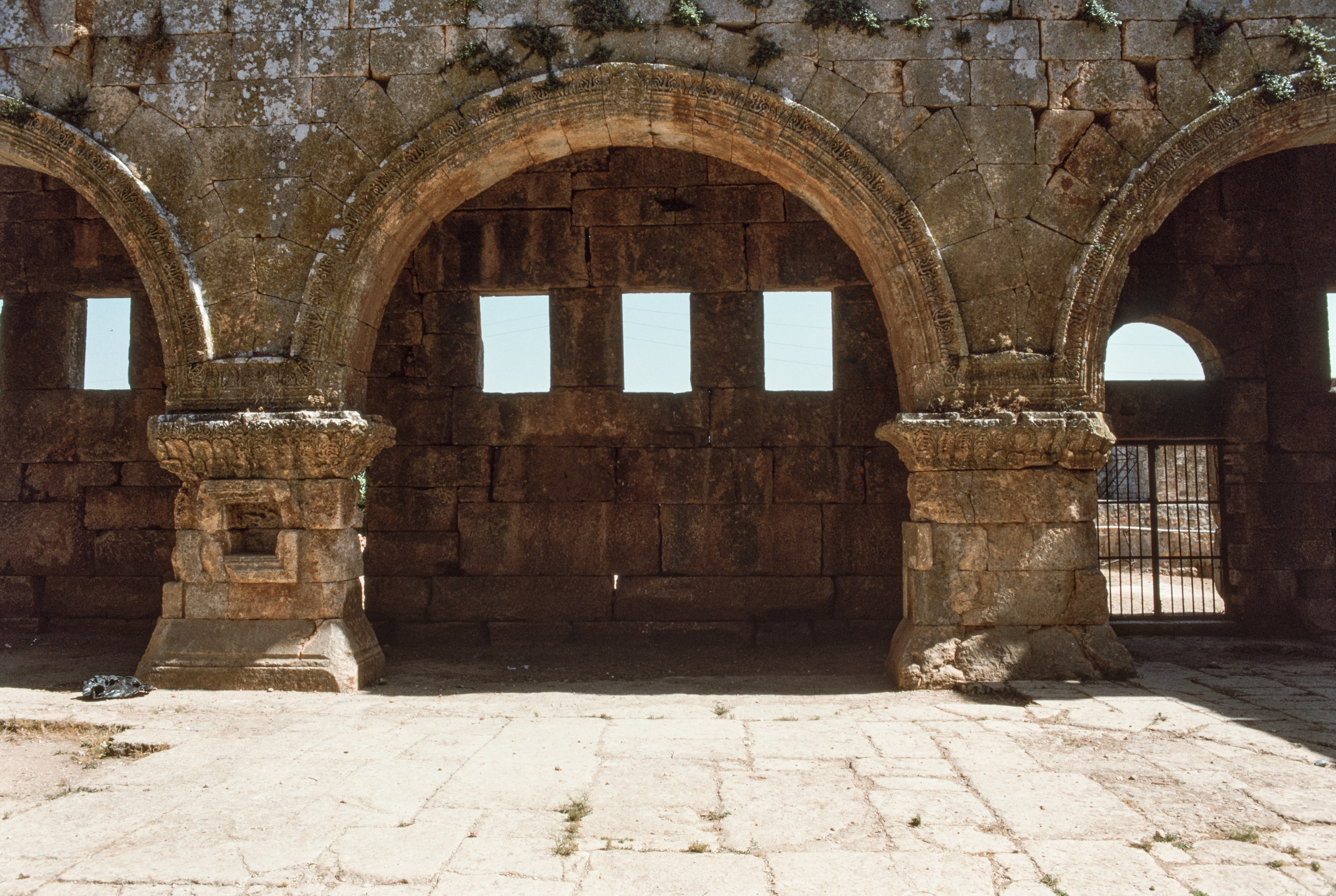
L'ampleur des arcs permet d'unifier visuellement les espaces des collatéraux et de la nef centrale.

Le bâtiment présente plusieurs nouveautés qui en font un édifice remarquable. Tout d'abord — et c'est une des premières fois que l'on rencontre cette solution — à l'intérieur, les trois nefs ne sont plus séparées entre elles par des colonnes (comme c'était en principe le cas dans les basiliques paléochrétiennes), mais par de puissants piliers bas couronnés de chapiteaux au riche décor, sur lesquels peuvent s'élever de grands arcs,. Il s'agit là d'une innovation majeure, par rapport aux colonnades qui étaient la règle. En effet, l'équilibre et la statique du bâtiment s'en trouvent grandement améliorés (soutien de l'étage des claires-voies et de la charpente et des tuiles),. Mais cette innovation a aussi permis un éclairage de la nef qui est remarquable. Les collatéraux sont percés chacun de neuf fenêtres, la nef comporte deux claires-voies onze fenêtres; à cela s'ajoutent trois fenêtres sur la façade ouest et trois autres dans l'abside. De cette manière, la basilique est abondamment baignée par la lumière, mais en plus cette lumière se répartit de manière harmonieuse grâce à l'ampleur des arcs. De plus celle-ci permet d'intégrer visuellement les collatéraux à la nef principale, ce qui tend à unifier le volume de l'église.
Ensuite, l'abside, voûtée en cul-de-four et percée de trois baies, qui termine la nef centrale est, sans doute pour la première fois, saillante. Cette solution contraste avec celle que l'on trouve dans la plupart des églises de Syrie de cette époque, à savoir une abside inscrite dans un chevet plat.
Cela crée donc un chevet semi-circulaire, rythmé ici par six colonnes superposées (la rangée supérieure a disparu), qui soutiennent un entablement. D'autre part, c'est aussi la première fois que l'abside est précédée par un profond vestibule flanqué d'un martyrium (ou prothesis) et d'un diakonikon (sorte de sacristie), vestibule qui plus tard sera intégré dans l'abside, comme par exemple à Ruweiha.

Comme le dit Georges Tchalenko,

« ce progrès de la construction dans la nef et dans l'abside n'est pas à Qalblôze une simple innovation technique: l'architecte a su en faire usage pour réaliser une nouvelle forme du volume intérieur qui servira de modèles aux grandes basiliques de l'époque justinienne. »

On ajoutera que la basilique anticipe certains traits que l'on retrouvera dans l'architecture romane, comme l'impressionnant portail d'entrée et les deux tours qui l'encadrent. C'est ainsi que certains archéologues ont vu dans cette façade « le prototype lointain de nos églises d'Occident aux époques romane et gothique. » Et Diana Darke (en), spécialiste de la culture du Moyen Orient, c'est la façade de l'église de Qalb Lozeh, avec ses deux tours jumelles encadrant une rosace, qui a inspiré celle de Notre-Dame de Paris, au retour des Croisades,.

### Décors
L'église a sans doute été réalisée par un architecte très minutieux, qui a suivi de le chantier de très près. On en veut pour preuve la perfection de la taille des pierres de la basilique, ainsi que de leur appareillage. À quoi vient s'ajouter la qualité de la décoration, aussi sophistiquée que celle de Saint-Siméon, qui représente « l'apogée de l'art décoratif syrien d'époque byzantine ». Par son élégance et sa perfection, l'ensemble du décor sculpté (aussi bien à l'intérieur qu'à l'extérieur) constitué par les frises, les moulures, les rosaces, témoigne du grand soin apporté à la réalisation du bâtiment. À ce propos, Gérard Degeorge mentionne les éléments suivants:

« un socle mouluré fait le tour [de l'édifice], tandis qu'un bandeau finement ciselé part de la base de l'arc du porche, entoure les baies de la façade ouest, se retourne sur les façades latérales où il enserre les arcs de décharge des portes. La corniche des collatéraux faite également le tour du bâtiment (...). Ces moulures enveloppantes, étrangères à l'art hellénistique et à l'art romain d'Occident, constituent un des traits les plus caractéristiques des édifices chrétiens de Syrie. »

G. Tcharenko souligne que cette réunion des fenêtres de l'étage du bas, les arcs de décharge des portes et l'ensemble du bâtiment (à l'exception du chevet) au moyen de ce bandeau mouluré, « d'une finesse achevée », apparaît sans doute pour la première fois.
Si l'on considère la façade, son aspect massif est allégé par le grand arc de l'entrée, tandis que la rangée de colonnes superposées et les grandes fenêtres, chacune étant entourée d'une archivolte continue, réduisent l'impression de masse que dégage l'abside saillante.
La décoration constitue un exemple dérivation des modèles byzantins, dont la basilique propose un exemple de développement complet dans un style syrien[réf. souhaitée]. Dans un ouvrage paru en 1907, l'archéologue Gertrude Bell affirme, elle, que cette église marque « le début d'un nouveau chapitre de l'architecture mondiale. La beauté de l'art roman, toute de finesse et de simplicité, est née en Syrie du Nord ».

### Jugement
Pour Georges Tcharenko, ces différents éléments ne font pas de la basilique de Qalb Lozeh un élément isolé des autres églises de la région . Nous ne sommes pas exactement en face d'une exception. On a bien plutôt affaire à un bâtiment qui constitue « le point culminant de l'architecture du Belus », rendu possible par la maîtrise d'un architecte d'exception qui fut un grand artiste, qui a su se nourrir des racines de la tradition séculaire des églises du Bélus, comme on peut le voir dans les ruines qui nous sont parvenues et qui ont permis d'en déterminer les sources et l'évolution.

## Autour de Qalb Lozeh
A deux kilomètres au Nord de Qalb Lozeh se dressent les restes de la « minuscule basilique » de Bettir. Le site a été fouillé en 1899 par Howard Crosby Butler, et ces recherches ont été reprises par Georges Tchalenko, au cours de deux campagnes de fouilles, en 1939 et en 1970. Tchalenko relève que cet édifice, tout petit qu'il soit, présente un programme architectural similaire à celui de Qalb Lozeh. Il le qualifie même de  « copie de Qalb Lozeh ». Or, une inscription trouvée sur le linteau de la porte Ouest date l'église de 469. Ce qui amène l'archéologue à conclure que la basilique de Qalb Lozeh est forcément antérieure à cette date, et à proposer le milieu du ve siècle pour son édification.
Par ailleurs, également à un à deux kilomètres environ au Nord de Qalb Lozeh,, au sommet d'une colline, se trouve le village, abandonné, de Qirq Biza, qui fait aussi partie de l'ensemble des « villes mortes ». Il en reste des maisons présentant des bas-reliefs et motifs végétaux ou géométriques de l'époque byzantine. Une de ces maisons remonte au iie ou iiie siècle, avec une petite église qui lui est rattachée dans ce qui pourrait être à l'origine une autre villa. Elle a été modifiée au  début du IVe siècle, ce qui en fait une des plus anciennes églises de Syrie,,. Le fait que le bâtiment présente un plan identique à celui d'une maison a attiré l'attention des archéologues.

## Galerie

### La basilique

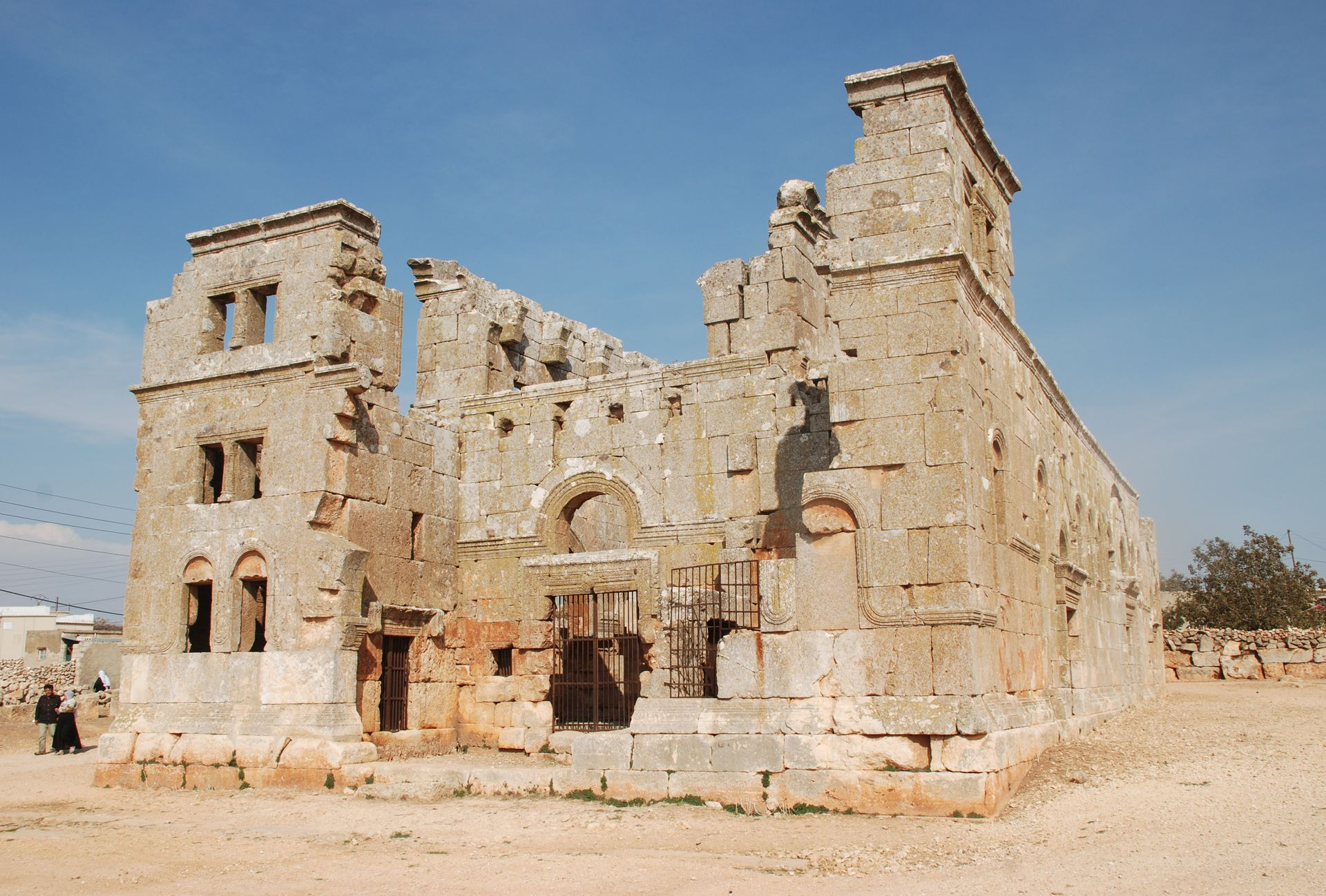
La façade avec les deux tours et la porte qui suit le narthex.
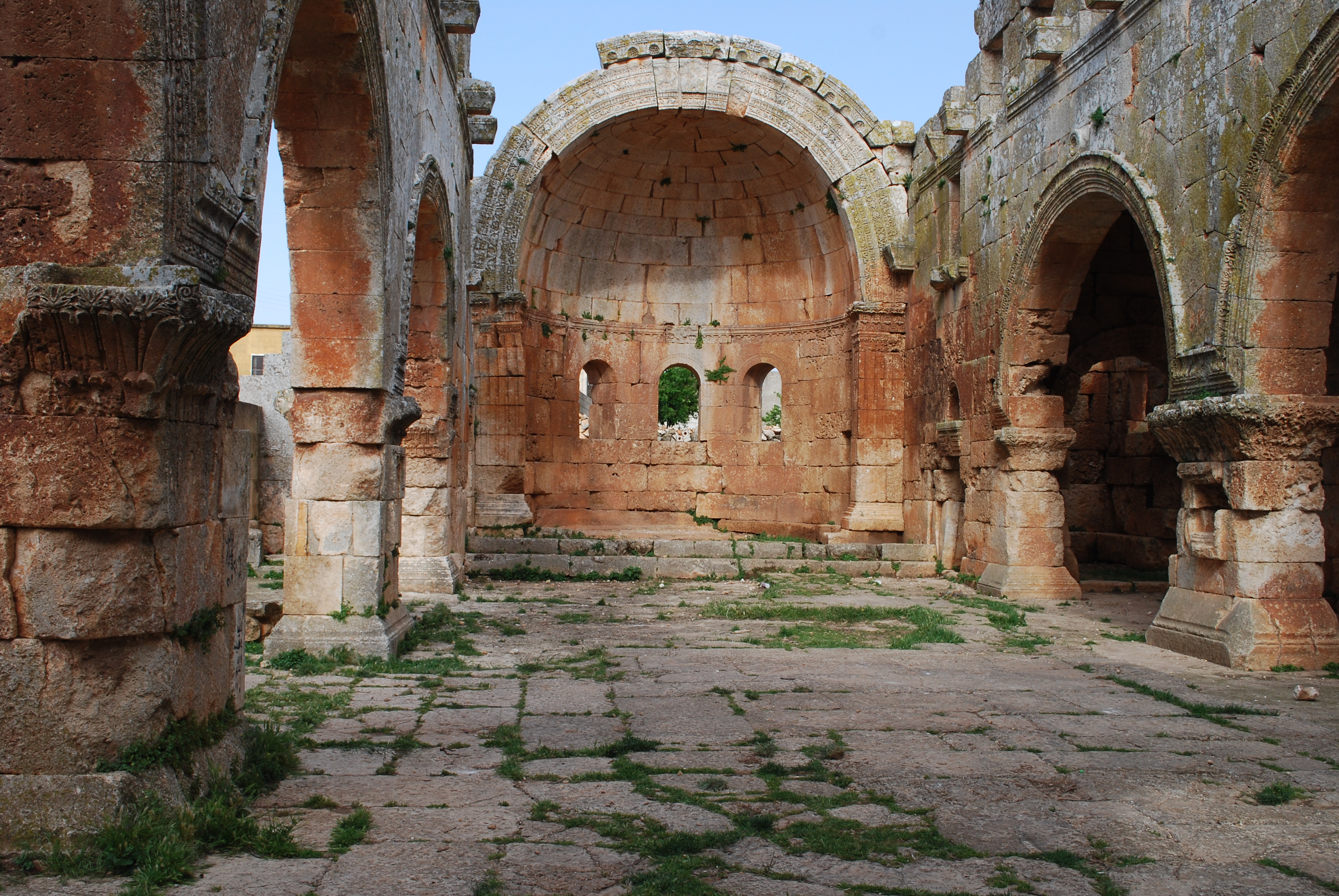
L'intérieur : la nef centrale et les piliers avec leurs arcs qui délimitent les nefs latérales. Au fond, l'abside voûtée en cul-de-four.
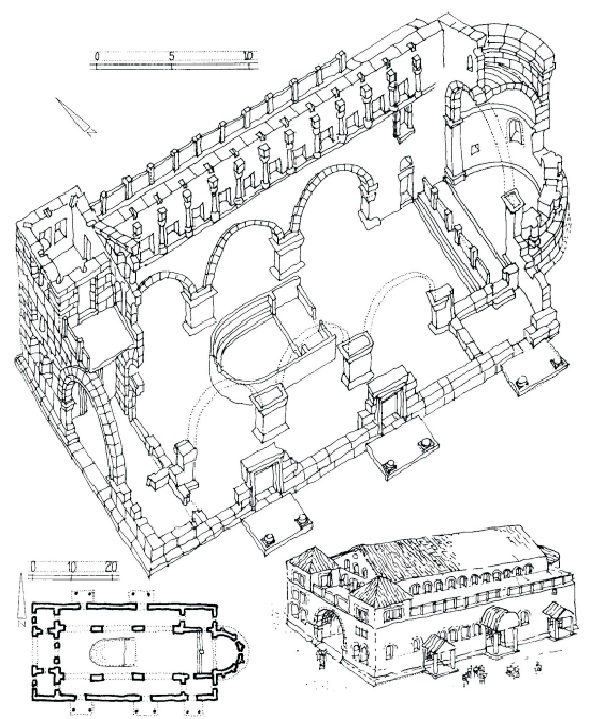
Vue en coupe; plan; vue extérieure. On peut voir (dans le plan et la coupe) le bêma au milieu de la nef centrale.
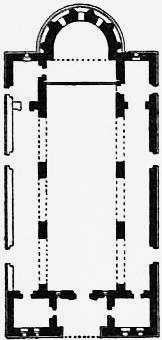
Plan: portail d'entrée flanqué des tours ; trois nefs séparées par des piliers; abside saillante, précédée par deux sacristies.
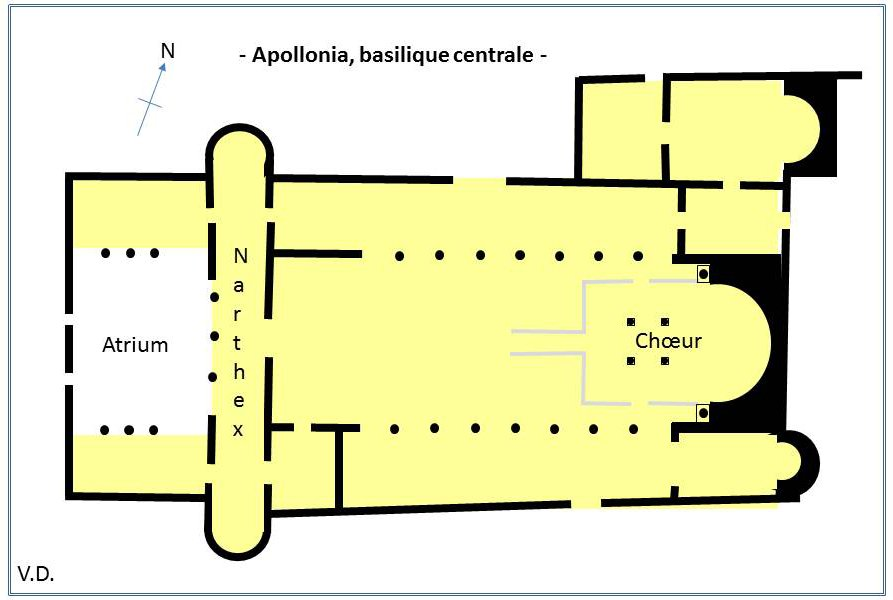
Basilique d'Apollonie de Cyrène, ve siècle: ici, l'abside est inscrite dans un chevet plat, selon un modèle courant à cette époque.
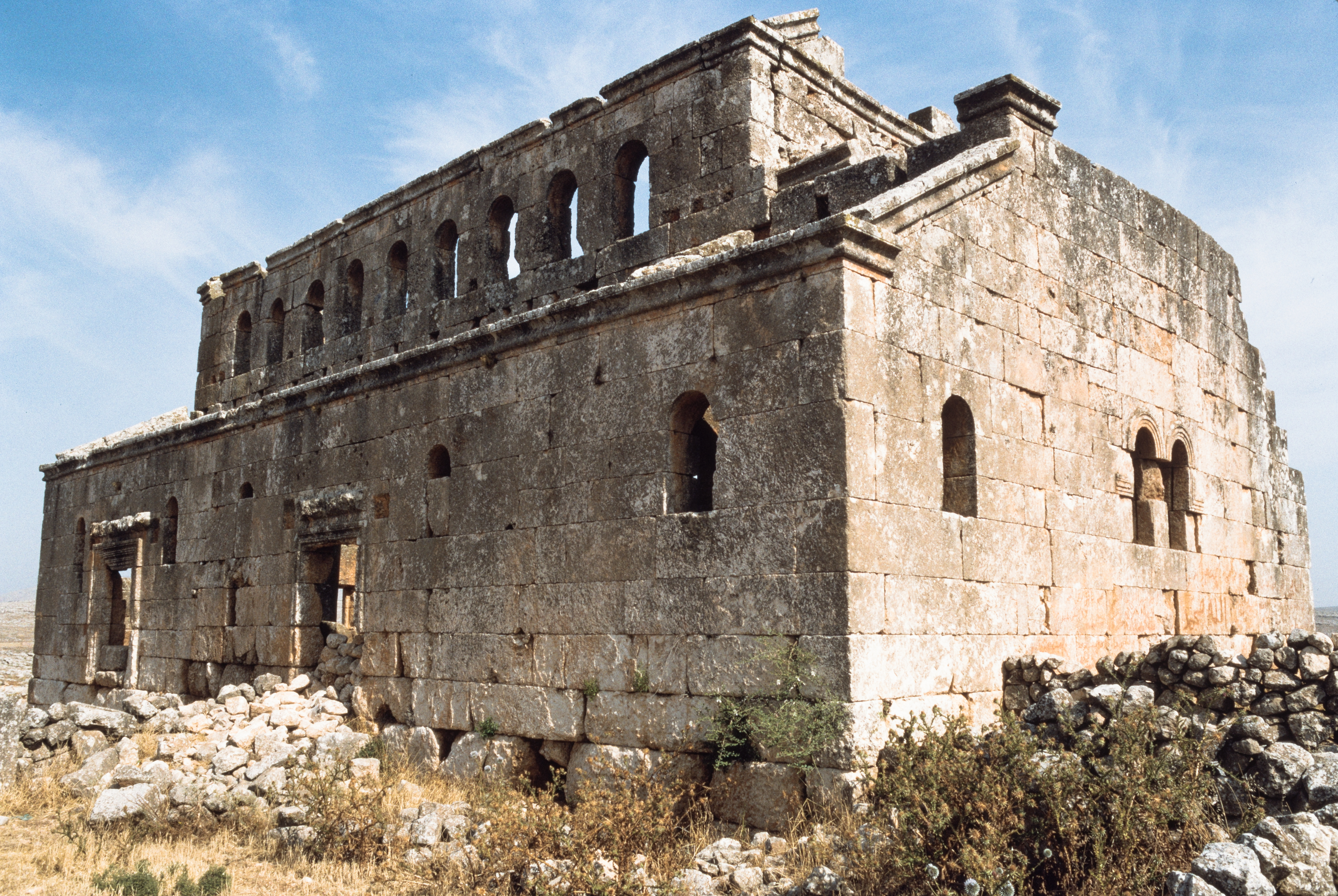
L'église de Mushabbak (Massif calcaire) présente un chevet plat.
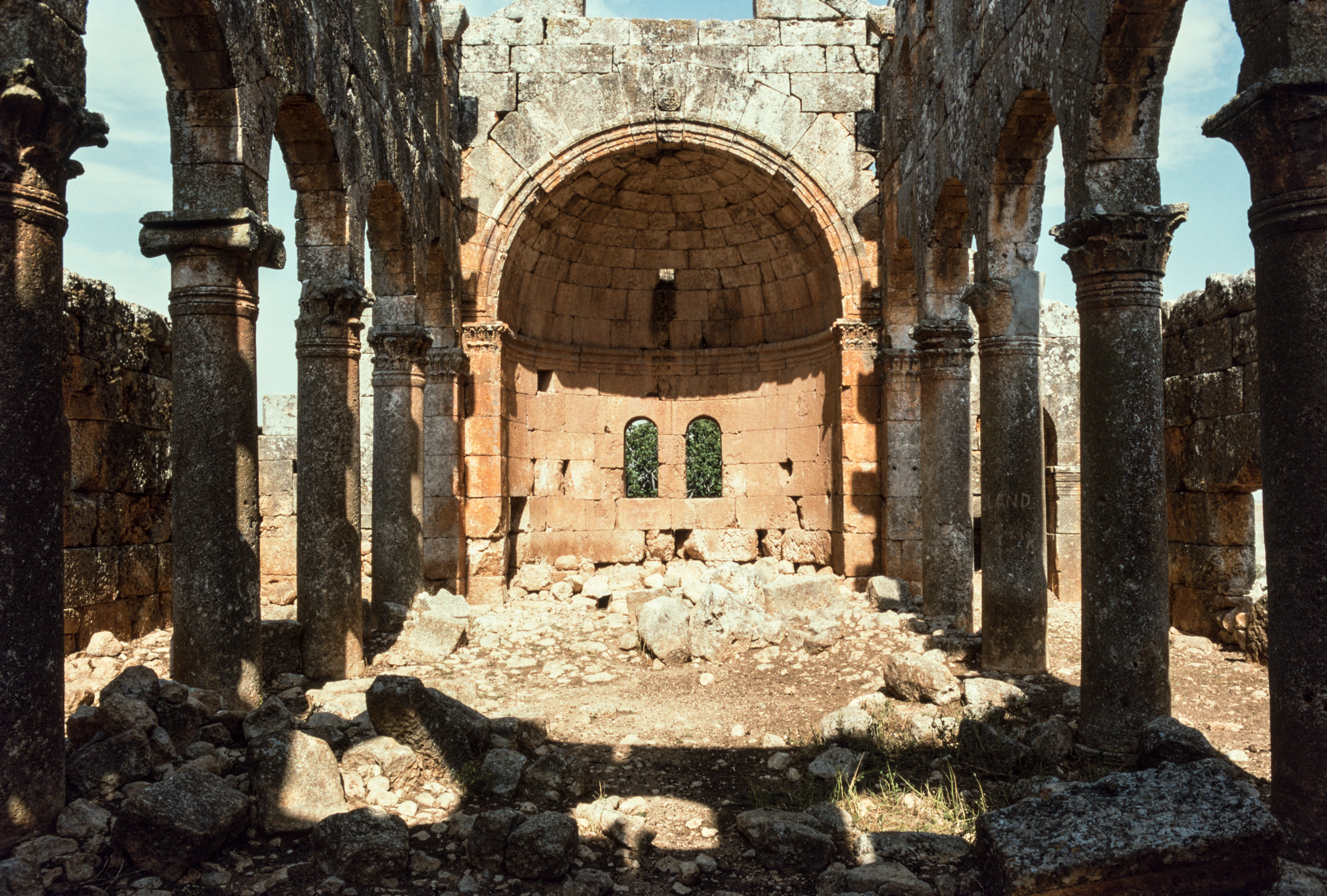
Mais à l'intérieur de Mubasshak on trouve une abside.
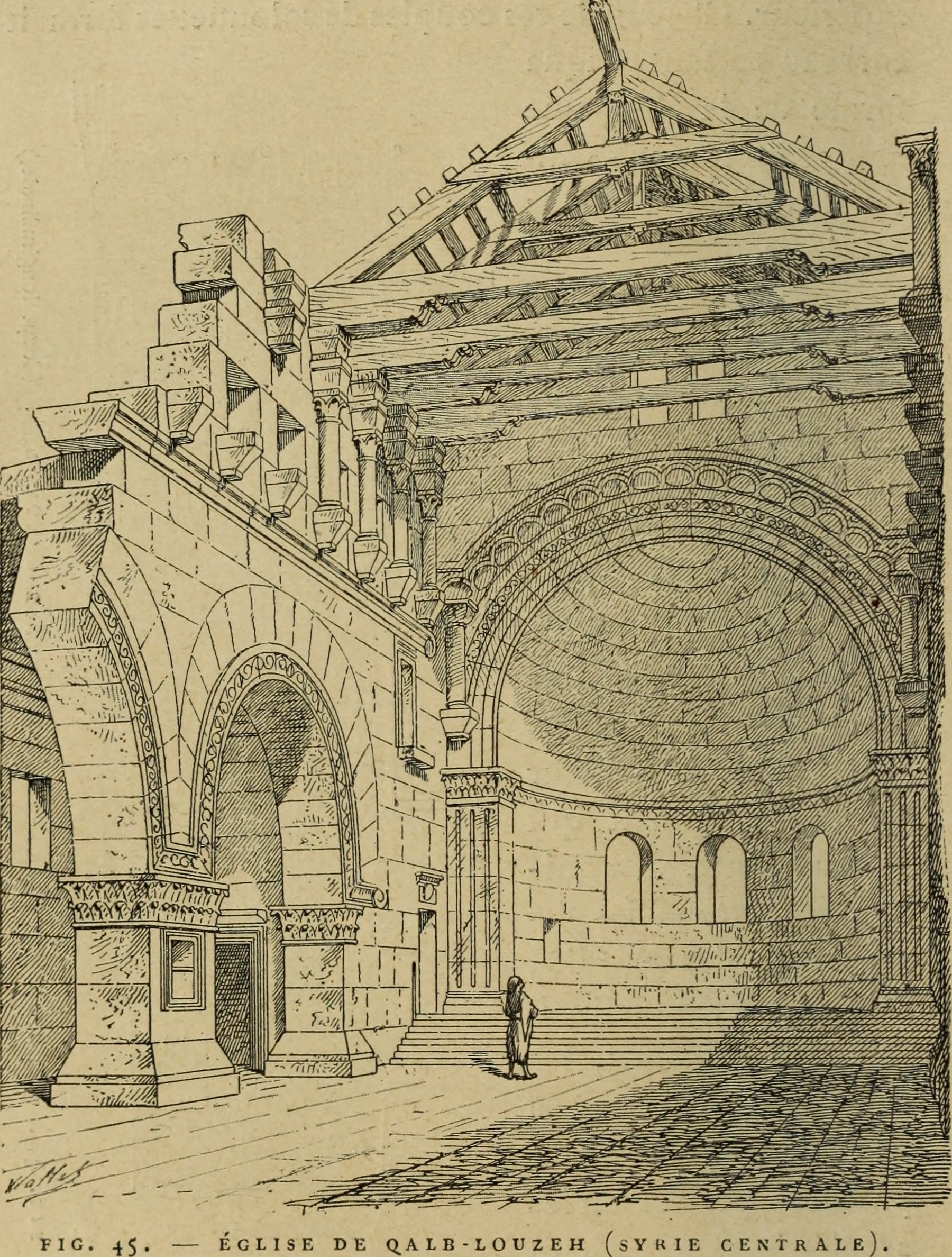
Vue perspective vers l'abside (M. de Vogüé in Corroyer[33]). Voir les éléments de décor: arcs, chapiteaux des piliers (nef), piliers sous l'arc de l'abside.
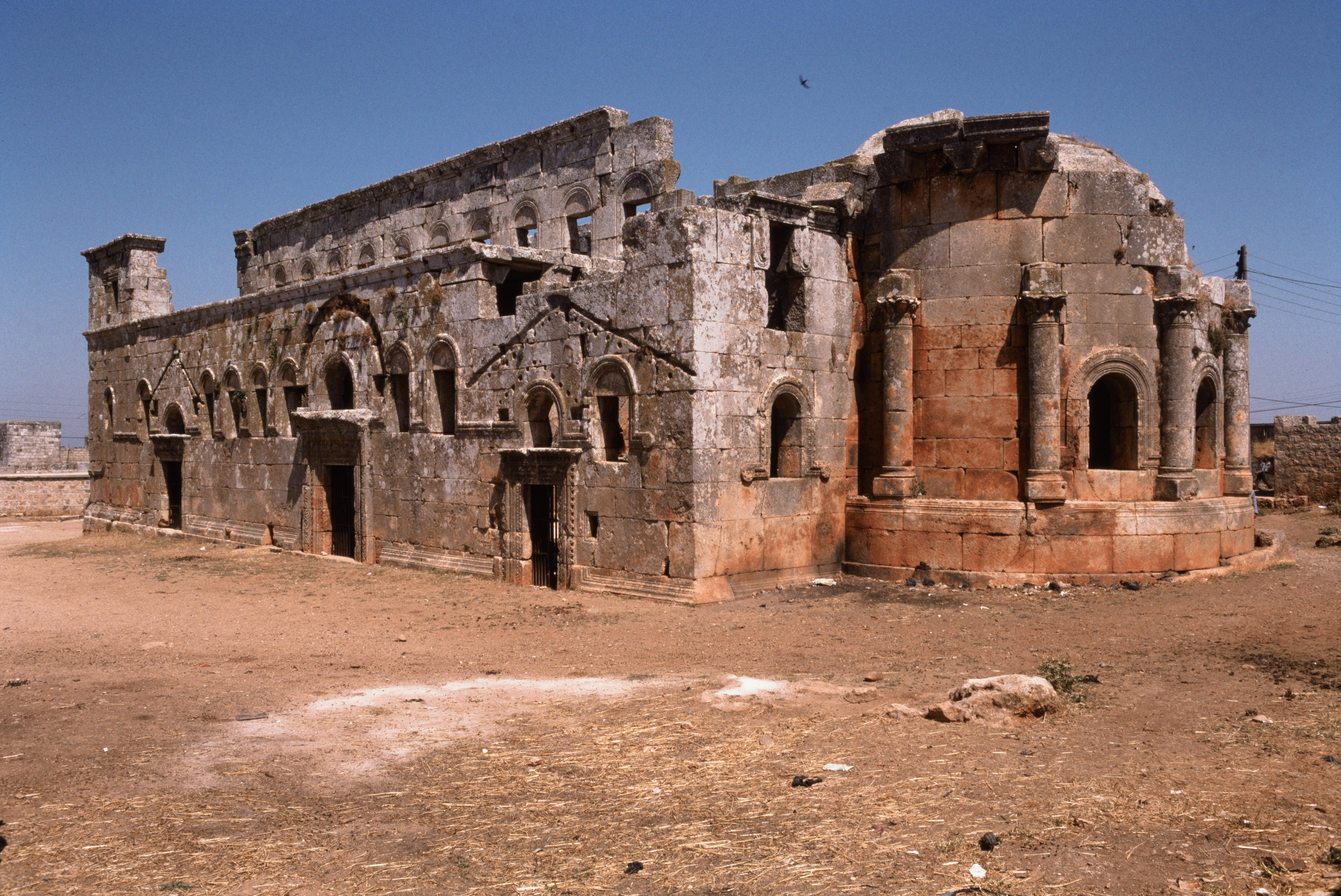
L'abside et la façade sud. On voit les fenêtres et les claires-voies, ainsi que le socle mouluré qui ceint l'édifice.

### Les décorations

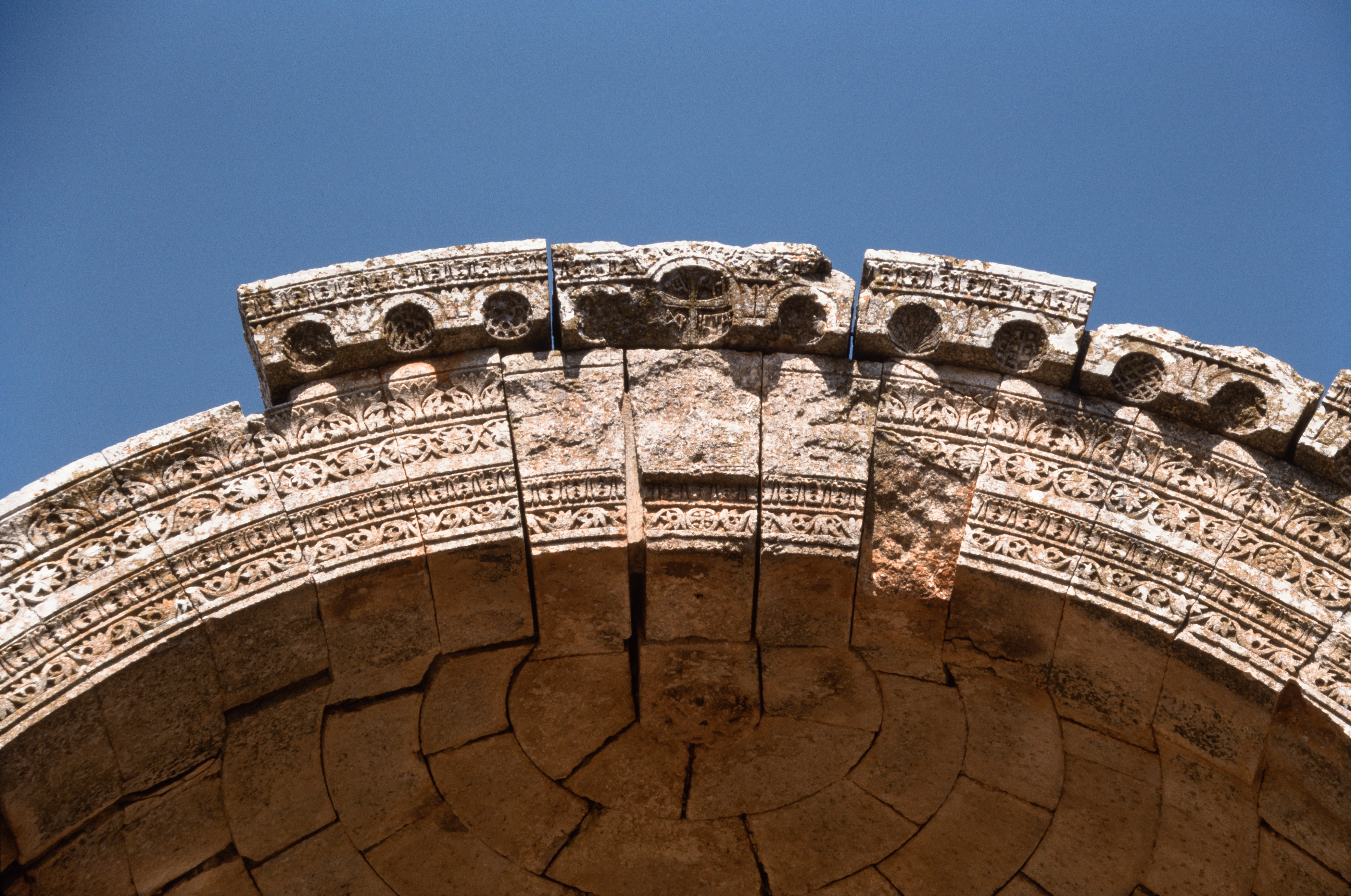
Détail du décor de l'archivolte de l'abside.
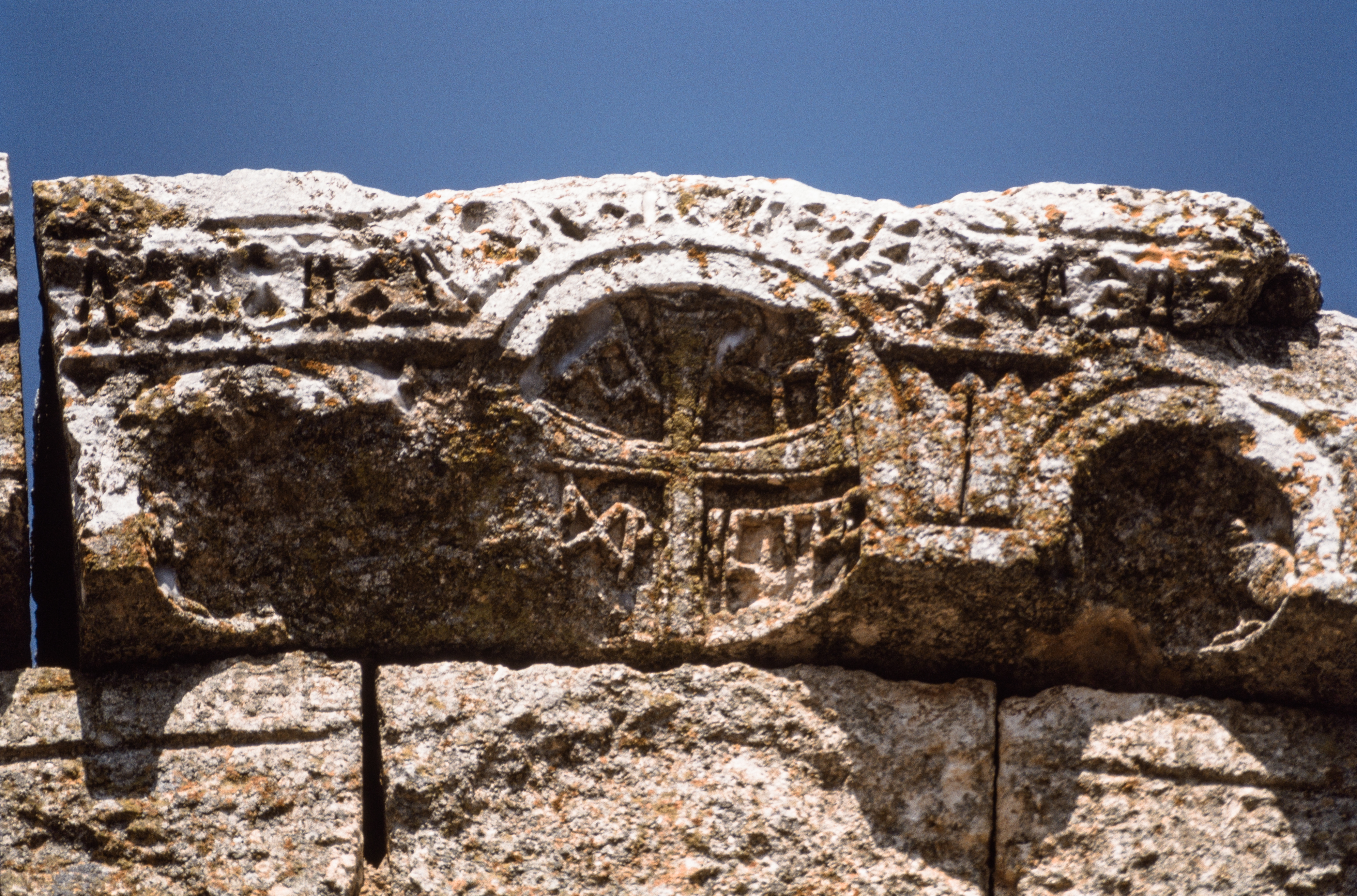
Le claveau central de l'archivolte, avec une croix grecque.
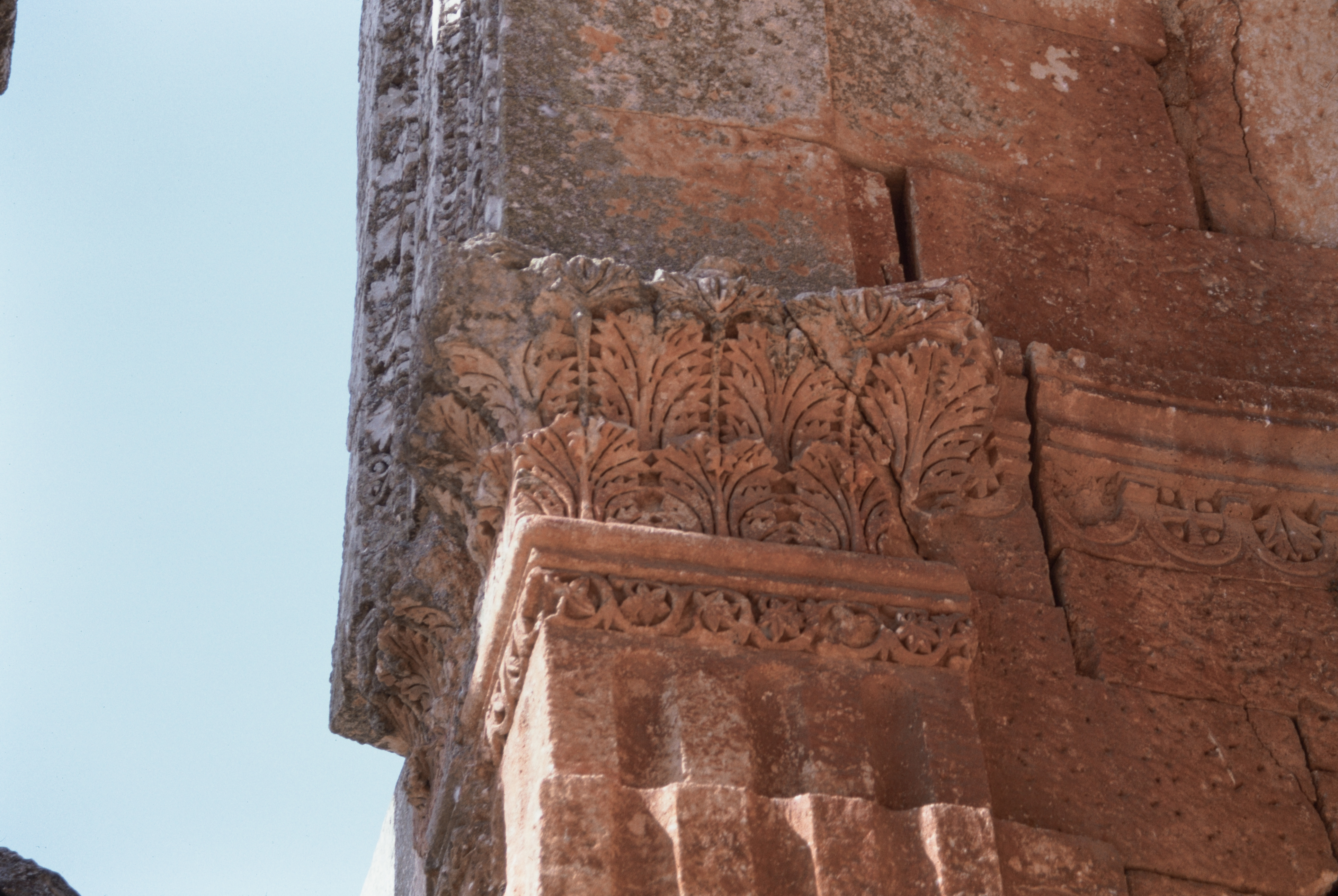
Pilier cannelé, avec chapiteau à feuilles d'acanthe.
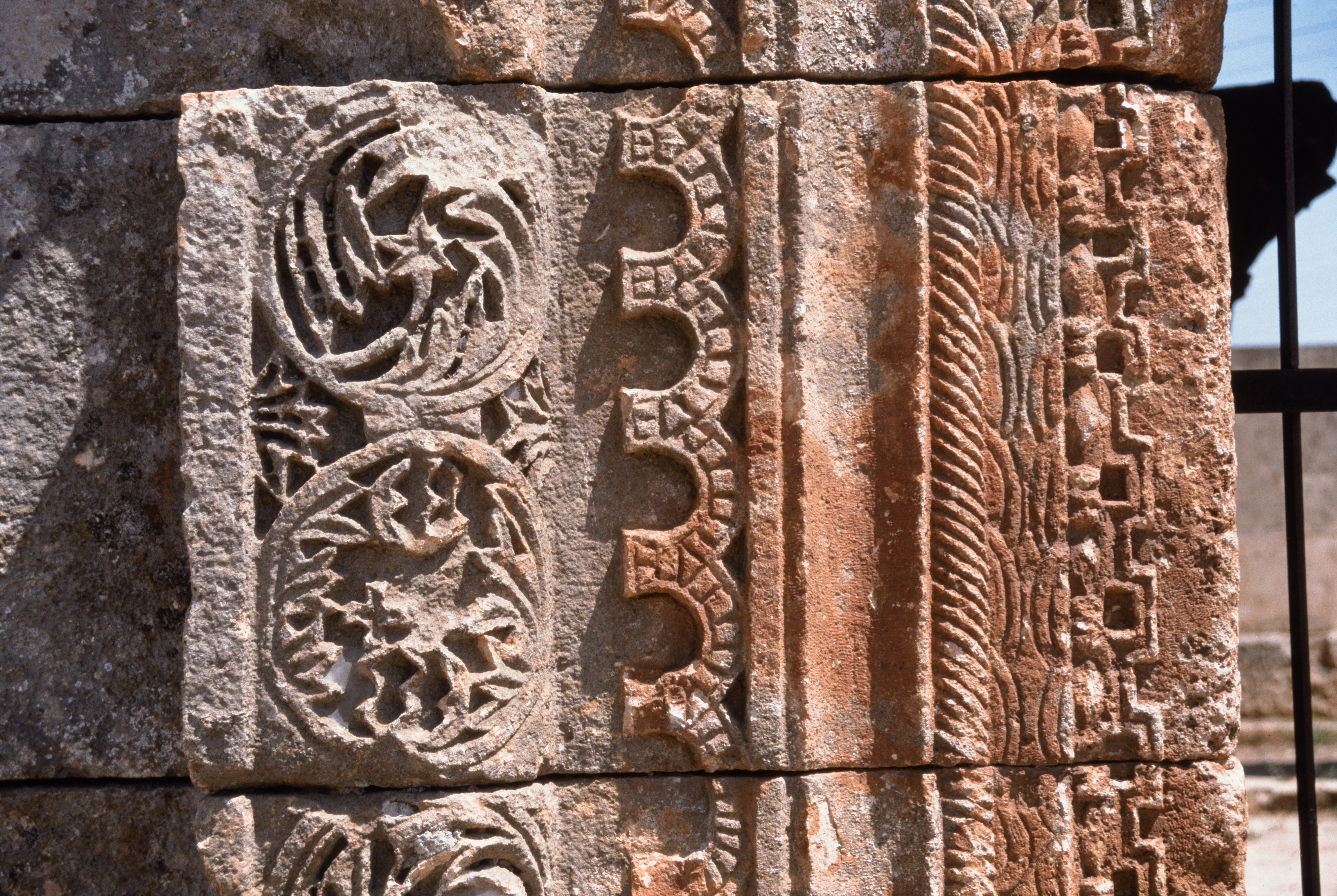
Détail de la porte centrale de la façade sud. Rinceaux (à gauche) et bande torsadée (à droite).
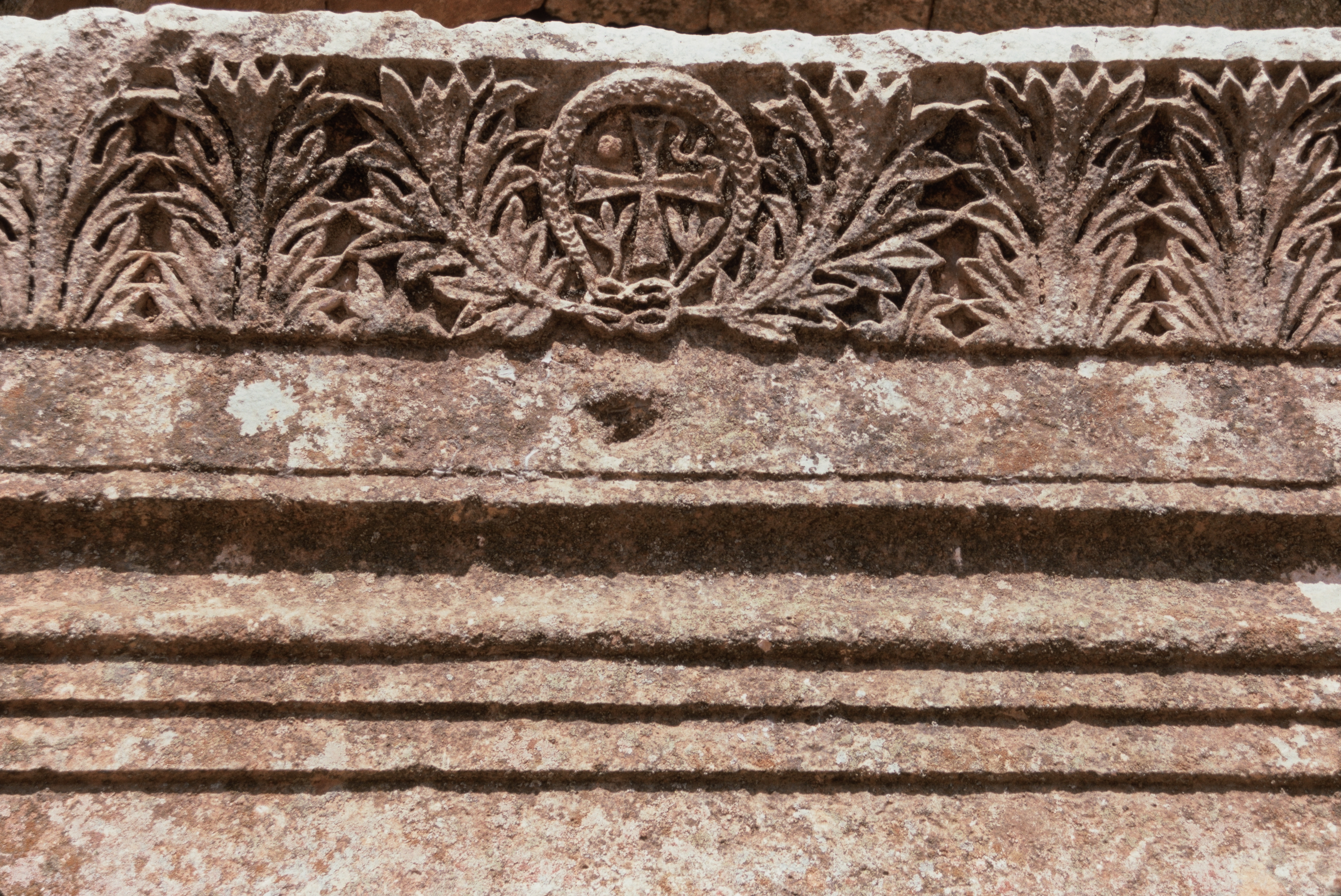
Détail du linteau de la porte ouest. On retrouve le motif de l'acanthe ou de palmette.